# Ruta Provincial 340 (Tucumán)
La Ruta Provincial 340 es una carretera de Tucumán, Argentina, que conecta la ruta provincial 338 en San Javier con la ruta 341 en Raco. La carretera se encuentra pavimentada en toda su extensión. 
En 2015, a raíz de las inundaciones sufridas en marzo del mismo año, los puentes San Javier 1 y 2 que cruzan el río homónimo colapsaron. Por esta razón, se reconstruyeron los dos puentes y se repavimentó un tramo de la ruta desde La Sala hasta Las Tipas. 
Los puentes fueron inaugurados el 22 de agosto y 24 de julio de 2017 respectivamente junto a la repavimentación del camino, teniendo un costo de ARS 9 000 000. Estos fueron ampliados a 22 y 30 metros de largo y 12 metros de ancho, construyéndose además defensas en cada margen del río. 

## Localidades
Las localidades por las que pasa son las siguientes:
- Departamento Yerba Buena: San Javier.

- Departamento Tafí Viejo: Las Tipas y Raco.